# Lough Swilly
Lough Swilly (irsk: Loch Súilí "Skygesøen" eller "Øjen-søen") er en gletscher-fjord eller indsø, der ligger på vestsiden af Inishowenhalvøen i County Donegal i Irland. Sammen med Carlingford Lough og Killary Harbour er det en af de tre gletscherfjorde i Irland. Floden Swilly løber ud i Lough Swilly.